# Robert Kulawick
Robert Kulawick (Berlino, 1º febbraio 1986) è un cestista tedesco.

## Palmarès
- EuroChallenge: 1

BG 74 Gottingen: 2009-10
- Coppa di Germania: 1

Alba Berlino: 2006